# Всегда (фильм, 2011)
«Всегда» или «Только ты» (кор. 오직 그대만) — мелодрама южнокорейского режиссёра Сон Иль Гона, повествующая о любви боксёра и слепой девушки. Премьера фильма в Южной Корее состоялась 20 октября 2011 года, на Тайване — в 2012 году в 15 кинотеатрах. Во время онлайн-продажи билетов 2000 мест в кинотеатр на открытом воздухе были раскуплены за рекордные семь секунд. Показ фильма открыл в 2011 году Международный кинофестиваль в Пусане.

## Сюжет
Это современная южнокорейская история любви бывшего боксёра Чан Чхоль Мин (Со Джи Соп) и слепой девушки Ха Джон Хва (Хан Хё Джу). Случайная встреча свела двух разных людей, и вскоре их сердца наполнились бескорыстным чувством. Ради любимого человека сделаешь всё что угодно, особенно если ты — причина его физических лишений.

## Роли исполняли
- Со Джи Соп — Чан Чхоль Мин
- Хан Хё Джу — Ха Джон Хва
- Yun Jong-Hwa — Мин Дэ Сик
- Kang Shin-Il — Цой (менеджер клуба по боксу)
- Park Cheol-Min
- Jo Sung-Ha — начальниц отдела Чхве
- Jin Goo — владелец магазина гончарных изделий
- Oh Gwang-Rok — Park Chang-Soo (man wanted by loan sharks)
- Kim Jeong-Hak — лидер команды Ma
- Kim Mi-Kyung — сестра Joanna
- Wie Seung-Bae
- Jung Jae-Jin — старик
- Min Kyeong-Jin — дворник
- Yum Hye-Ran — владелец салона красоты
- Ahn Se-Ho — брокер
- Choi Gyo-Sik — агент по недвижимости

## Перевод
Перевод на русский язык существует только в виде одноголосного любительского или в виде субтитров. Существует несколько переводов, которые осуществлены любителями корейского кинематографа под следующими никами
1. перевод atherain, редактор valent; из группы энтузиастов-переводчиков Samiogo Subbing Squad
2. перевод Récitant, субтитры Svartkatt и Récitant